# Каспаза 12
Каспаза 12 (англ. Caspase 12, сокр. CASP12) — протеолитический фермент (КФ 3.4.22.B66), принадлежащий к семейству каспаз и кодируемый одноимённым геном — CASP12, расположенным на длинном плече (q-плече) 11-й хромосомы. Структурно CASP12 наиболее близка к ICE-подсемейству каспаз (англ. Interleukin 1-beta Converting Enzyme, ICE — «ферменты, конвертирующие интерлейкин 1-бета»).
CASP12 является посредником в процессе апоптоза, вызванного нарушением работы эндоплазматического ретикулума (ЭПР-стрессом).
Вторая роль CASP12 — регулировка процессов воспаления: при воздействии на организм липополисахаридов, провоцирующих воспалительные реакции, она сдерживает сигнальную активность воспалительных молекул.

## Эволюция
В 2002 году было установлено, что у большинства людей ген CASP12 содержит мутации, фактически делающие каспазу 12 нефункциональной. Функциональный ген отсутствует почти у всех европейцев и жителей Азии, и лишь в некоторых популяциях Африки у значимой, но небольшой части населения (точные оценки разнятся) в организме производится «работающая» каспаза-12. Предполагается, что эволюционное давление, вызвавшее «отключение» CASP12, связано с повышенной предрасположенностью к сепсису у лиц с функциональной каспазой-12. Это косвенно подтверждается исследованиями на мышах.

## Исследования на животных
В одном исследовании с использованием трансгенных химерных мышей с человеческим геном CASP12 отмечено, что при инфицировании Listeria monocytogenes у мышей женского пола уровень каспазы 12 ниже, и что он снижается под воздействием женского полового гормона эстрогена самих мышей и при введении им эстрадиола. Авторы предположили, что такое взаимодействие является примером встроенного механизма, позволяющего особям женского пола противостоять инфекциям.